# Silvère
Silvère (vers 480 à Ceccano – 2 décembre 537 à île de Ponza) est le 58e pape de l'Église catholique et évêque de Rome, du 8 juin 536 jusqu'à sa déposition le 11 mars 537, quelques mois avant sa mort. Certains historiens reportent la fin de son pontificat au 11 novembre de la même année, lorsqu'il est amené à abdiquer officiellement en faveur de Vigile. Il est le troisième pape à renoncer à la charge de pontife romain dans l'histoire, après Clément de Rome et Pontien.
Son ascension rapide de diacre à la papauté coïncide avec les efforts du roi des Ostrogoths Théodat (neveu de Théodoric le Grand), qui souhaite un pape favorable aux Goths pour le protéger des visées de l'empereur byzantin Justinien Ier avant la guerre des Goths (535-553). Déposé plus tard par le général byzantin Bélisaire, il est jugé et envoyé en exil sur l'île désolée de Palmarola, où il meurt de privations en 537.
Saint des Églises chrétiennes, il est célébré le 2 décembre dans le Martyrologe romain, les églises locales célèbrent sa fête le 20 juin.

## Contexte
Le pontificat de Silvère se déroule dans une période de troubles et il est lui-même victime des intrigues de la cour byzantine : les événements de son pontificat sont en effet étroitement liés aux événements politico-militaires du moment.
L'empereur byzantin Justinien Ier a noué des relations amicales avec Amalasonte, l'épouse catholique du roi goth arien Théodat, et a entamé des négociations avec elle pour la cession de l'Italie à l'Empire. Cependant, les Goths s'opposent aux tendances pro-byzantines d'Amalasonte et, en 535, Théodat, après avoir conclu un accord avec la frange anti-byzantine des Goths, organise un coup d'État par lequel il renverse et exile Amalasonte sur une île du lac de Bolsena où elle est bientôt étranglée sur ordre de Théodat lui-même. Justinien saisit le prétexte pour déclarer la guerre aux Goths et envoie le général Bélisaire qui vient de terminer la reconquête de l'Afrique à la suite de l'occupation des Vandales. Théodat est déposé et assassiné ; son successeur Vitigès, qui monte sur le trône en août 536, à la suite de l'avancée de Bélisaire, juge opportun d'abandonner Rome et de se réfugier à Ravenne.

## Biographie

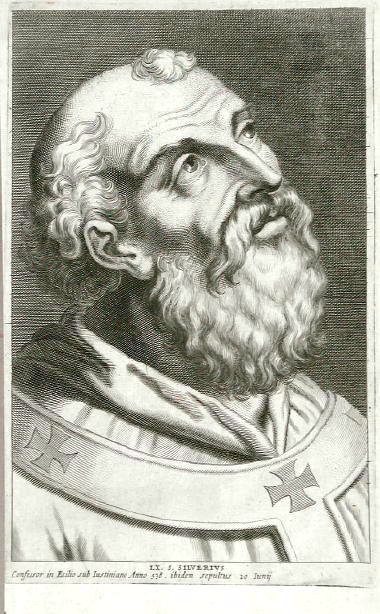
Silvère.

Silvère est un fils légitime du pape Hormisdas, né à Ceccano dans le Latium, selon certaines sources, certes rares, du XIXe siècle, près de la localité autrefois appelée Campo troiano, à la frontière avec la ville de Ceccano, mais il existe divers doutes sur le lieu réel de sa naissance, quelque temps avant que son père n'entre dans les ordres, ce qui est un cas unique dans l'histoire de la papauté.
Il entre au service de l'Église comme sous-diacre en Campanie à la mort du pape Agapet Ier à Constantinople le 22 avril 536. Il s'oppose à la réhabilitation d'Anthime Ier de Constantinople, patriarche de Constantinople, convaincu d'hérésie monophysite et déposé par Agapet Ier. Il s'attire ainsi la haine de l'impératrice Théodora, qui s'est rangée du côté des monophysites, et fait tout pour favoriser l'élection du diacre romain Vigile, qui a fourni des garanties adéquates sur la question monophysite. Le Liber Pontificalis rapporte que Sylvère achète la charge papale à Théodat, générant le mécontentement parmi le clergé en raison du rang bas qu'il occupe dans sa hiérarchie avant l'élection ; c'est en fait la première fois qu'un sous-diacre est élu pape. Malgré le mécontentement, le choix de Silvère est certainement plus acceptable que celui du candidat de Byzance, et par conséquent, comme le rapporte l'auteur de la première partie de la vie de Silvère dans le Liber Pontificalis, le clergé est contraint de l'accepter,  l'opposition ayant été réprimée par Théodat. Silvère est consacré évêque probablement le 8 juin 536. Immédiatement après, l'approbation écrite de tous les prêtres de Rome permet son élévation au trône papal.
L'historien Jeffrey Richards interprète son faible rang avant de devenir pape comme une indication que Théodat est désireux de mettre un candidat pro-goth sur le trône à la veille de la guerre des Goths et « avait ignoré l'ensemble du diaconat comme étant indigne de confiance ». Le Liber Pontificalis allègue que Silvère a acheté son élévation au roi Théodat.
Silvère conseille au Sénat romain de ne pas s'opposer aux Byzantins ; le 9 décembre 536, le général byzantin Bélisaire entre dans Rome avec l'approbation de Silvère. Le successeur de Théodat, Vitigès, rassemble une armée et assiège la ville pendant plusieurs mois, la soumettant à la privation et à la famine pendant un an. Les églises construites dans les catacombes à l'extérieur des murs de la ville sont dévastées et les tombeaux des martyrs dans les catacombes elles-mêmes sont ouverts et profanés.  
Pendant ce temps, l'impératrice Théodora mène une bataille personnelle contre Silvère, essayant de le convaincre d'adoucir ses positions anti-monophysite. Elle espère notamment faire réélire le patriarche monophysite de Constantinople, Anthime, excommunié et destitué par le pape Agapet Ier. Silvère ne se montre ouvert à aucun accommodement en ce sens ; Théodora décide d'agir en faisant appel au diacre romain Vigile, ancien apocrisiaire à Byzance et déjà désigné comme successeur par le pape Boniface II. Vigile, sans scrupules, est enclin à soutenir les projets de l'impératrice, qui a entrepris de le mettre sur le trône papal à la place de Silvère ; Théodora a besoin d'utiliser Bélisaire pour réaliser son plan de destitution de Silvère et, plus particulièrement d'Antonine, l'épouse du général et ancienne dame d'honneur.
Par une fausse lettre, le pape est accusé d'avoir conclu un accord avec le roi goth qui assiège Rome. Bélisaire prétend que Silvère a proposé au roi de laisser secrètement ouverte l'une des portes de la ville afin de permettre aux Goths d'entrer et de libérer Rome des Byzantins, alors que le pape, avec le Sénat, a persuadé les Romains d'ouvrir les portes aux Byzantins. Après avoir vainement tenté de convaincre Sylvère de quitter le trône papal, Bélisaire le convoque le 11 mars 537 pour se disculper, le pape ne parvient pas à réfuter les accusations de Vigile et d'Antonine, il est donc arrêté, dépouillé de son habit épiscopal, vêtu d'une soutane de moine et envoyé en exil à Patara, en Lycie. Un sous-diacre annonce au peuple que Silvère n'est plus pape. Le 29 du même mois, sur imposition de Bélisaire, Vigile est consacré évêque de Rome à sa place.
Selon les mots de Jeffrey Richards, « ce qui a suivi est un réseau aussi enchevêtré de trahison et de double jeu que l'on peut trouver n'importe où dans les annales papales. Il existe plusieurs versions différentes du cours des événements qui ont suivi l'élévation de Silverius, mais sa destitution a été rapide. » Dans les grandes lignes, tous les récits concordent : Silvère est déposé par Bélisaire en mars 537, et envoyé en exil après avoir été jugé par l'épouse de Bélisaire, Antonine, qui l'accuse de correspondance félonne avec les Goths. Non seulement Bélisaire exile Silvère, mais il bannit également pour des accusations similaires un certain nombre d'éminents sénateurs, parmi lesquels Flavius Maximus, descendant d'un empereur. Vigile, qui est à Constantinople comme apocrisiaire ou légat apostolique, est amené à Rome pour remplacer Silvère comme pontife.

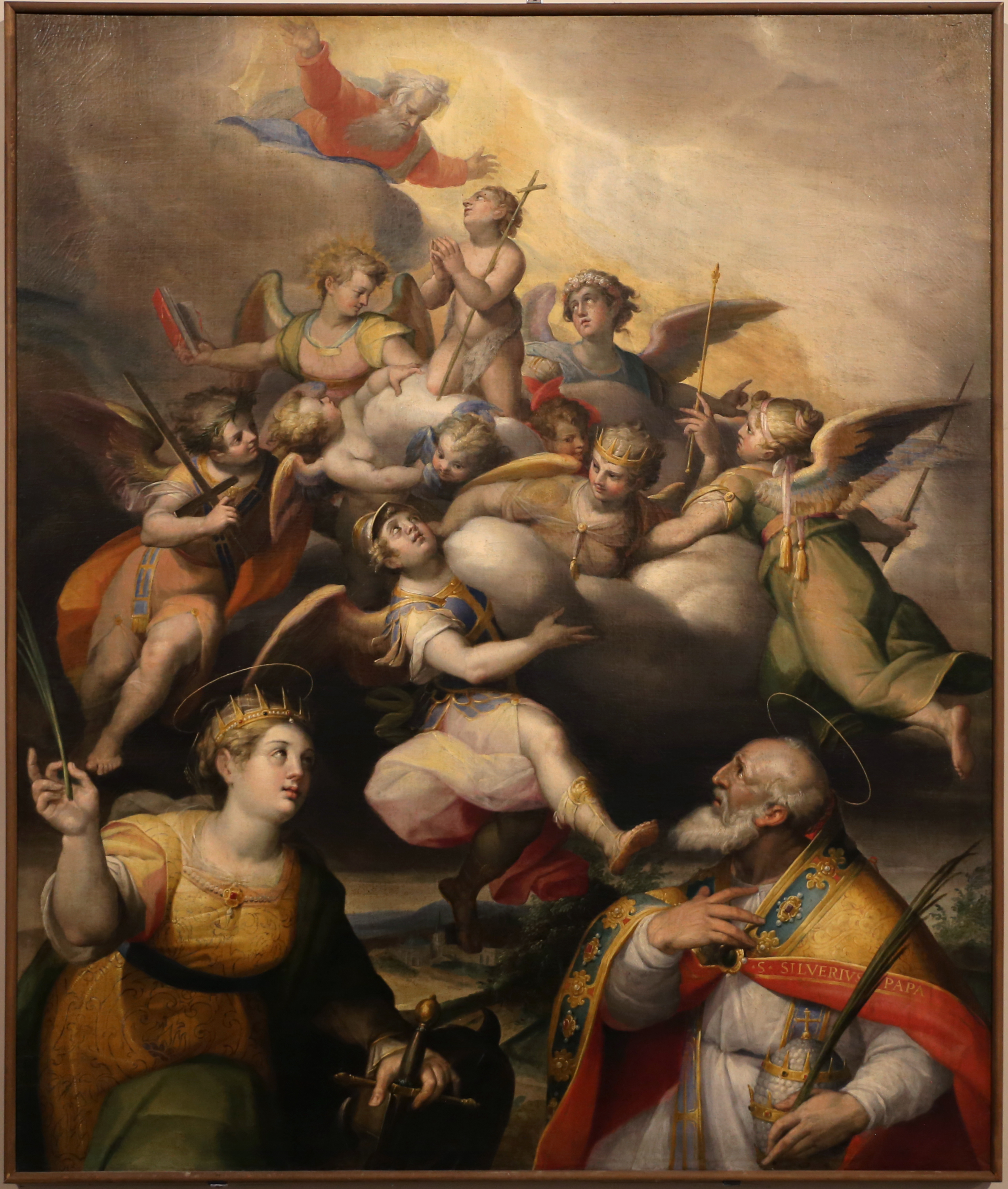
Orazio Sammachini, Saint Jean-Baptiste jeune en gloire avec sainte Catherine d'Alexandrie et le pape Silvère, vers 1570-1575, palais ducal de Mantoue.

Le récit le plus complet se trouve dans le Bréviarium de Liberatus de Carthage, qui dépeint Vigile « comme un pro- monophysite cupide et perfide qui a évincé et pratiquement assassiné son prédécesseur ». Liberatus affirme qu'il a promis à l'impératrice Théodora de restaurer l'ancien patriarche de Constantinople Anthime Ier de Constantinople à son poste en échange de sa nomination. Silvère est envoyé en exil à Patara, dont l'évêque demande à l'empereur un procès équitable pour celui-ci. Ébranlé par cela, Justinien ordonne à Silvère de retourner à Rome pour être jugé en conséquence. Cependant, lorsque Silvère revient en Italie, au lieu de procéder à un procès, Bélisaire le remet à Vigile, qui, selon le Liber Pontificalis, bannit Silvère sur l'île désolée de Ponza, une des îles Pontines, où il est mort de faim quelques mois plus tard, le 20 juin 537.
Le récit du Liber Pontificalis n'est guère plus favorable à Vigile. Tout comme Liberatus, il affirme que la restauration d'Anthime au Patriarcat est la cause de la déposition de Silvère, mais Vigile est initialement envoyé pour persuader Silvère de l'accepter, et non de le remplacer. Silvère refuse et Vigile affirme alors à Bélisaire que le pape a écrit à Vitigès pour lui proposer de trahir la ville. Bélisaire ne croit pas à cette accusation, mais Vigile produit de faux témoins pour en témoigner, surmontant ses scrupules par sa persévérance. Silvère est convoqué au palais du Pincio, où il est dépouillé de ses vêtements et remis à Vigile, qui l'envoie en exil. Procope de Césarée ne mentionne aucune controverse religieuse dans les actions de Vigile. Il écrit que Silvère a été accusé d'avoir proposé de trahir Rome aux Goths. En apprenant cela, Bélisaire le fait déposer, revêtir l'habit de moine et l'exile en Grèce, puis nomme alors Vigile. 
Privé de moyens de subsistance suffisants, Silvère meurt de faim sur l'île de Palmarola. Selon le Liber Pontificalis, il est enterré le 20 juin sur l'île, que sa dépouille n'a jamais quittée. Sa tombe devient un lieu de culte.
Jeffrey Richards tente de réconcilier ces récits divergents en un récit unifié. Il souligne que Liberatus a écrit son Bréviarium au plus fort de la controverse des Trois Chapitres, « lorsque Vigilius était considéré par ses adversaires comme un antéchrist et que Liberatus était important parmi ces opposants », et que le Liber Pontificalis s'est inspiré d'un récit écrit dans le même temps. Une fois ces éléments religieux écartés, Richards affirme qu'il est clair que « tout l'épisode était de nature politique ». Il souligne les projets de Justinien pour récupérer Rome et l'Italie, « qu'il faudrait le remplacer le plus tôt possible par un pape pro-oriental. Le candidat idéal était à portée de main à Constantinople. La principale motivation du diacre Vigile tout au long de sa carrière, pour autant que l'on puisse le savoir, était le désir d'être pape et il ne se souciait pas vraiment de savoir quelle faction l'y mettait. ».
Silvère est ainsi le premier pape contraint d'abdiquer.
D'après la Nouvelle Encyclopédie Catholique (1966), les dates du pontificat du pape Silvère sont sujettes à caution : « du 1er ou 8 juin 536 au 11 novembre 537 ; décès probablement le 2 décembre 537, à Palmaria ». De même, il ne fut jamais béatifié ou canonisé, mais simplement proclamé saint par le peuple. 

## Sanctification et hommages

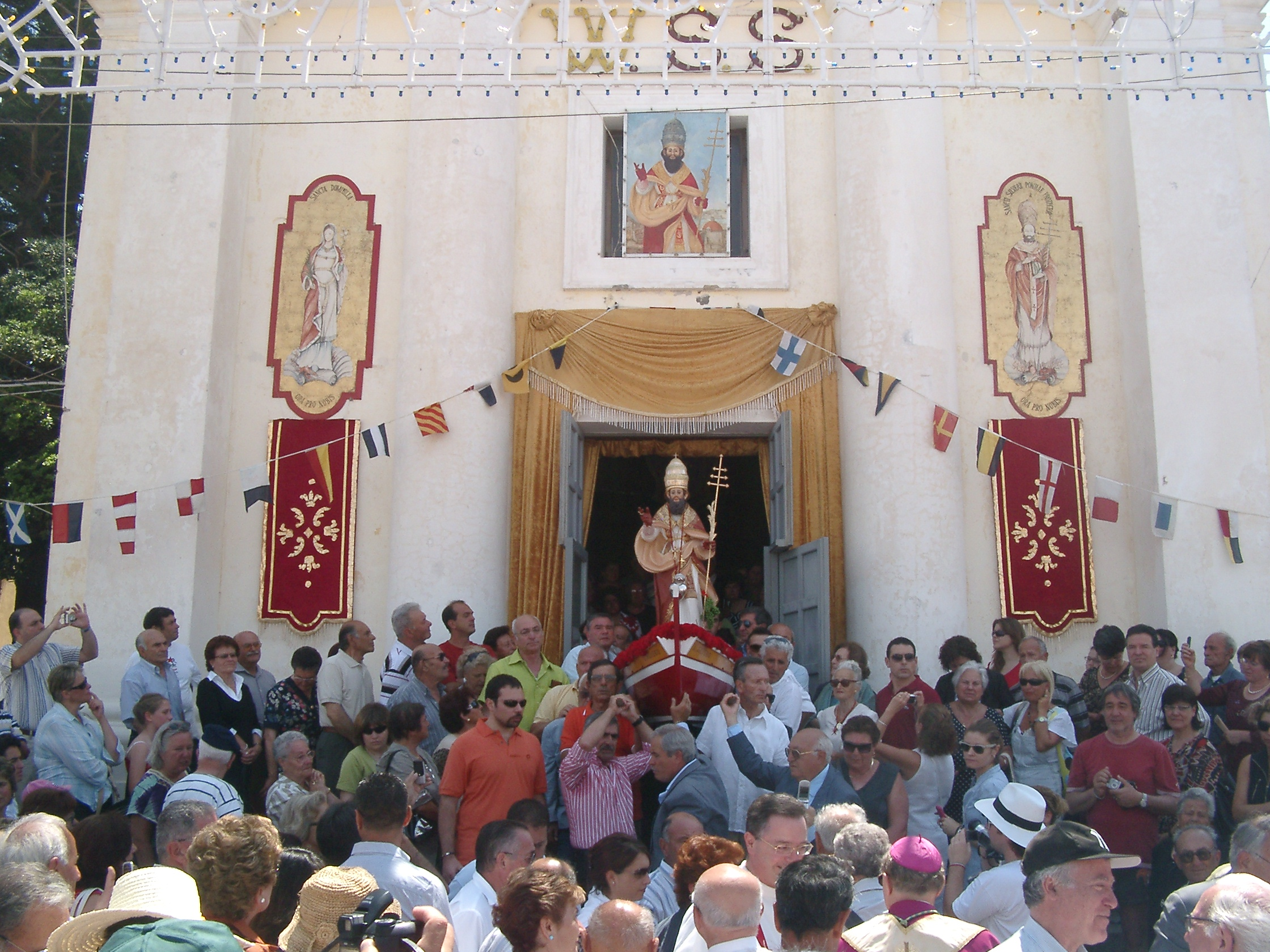
Fête de saint Silvère à Ponza (2008).

Silvère est plus tard reconnu comme saint par acclamation populaire ; il est aujourd'hui le saint patron de l'île de Ponza, en Italie. Selon la légende des îles Pontines, des pêcheurs se trouvaient dans un petit bateau lors d'une tempête au large de Palmarola et ont appelé à l'aide saint Silvère. Une apparition du saint les appela à Palmarola, où ils survécurent. Ce miracle fit de lui un saint. La première mention de son nom dans une liste de saints date du XIe siècle,. Il est célébré le 20 juin, date à laquelle le saint est porté en procession sur une chaise à porteurs en forme de bateau de pêche, entièrement recouverte d'œillets rouges, tandis que l'île le fête pendant trois jours avec des feux d'artifice, des jeux et de la musique.
Silvère est aussi le saint patron, avec Ormisda, de Frosinone ; il est également vénéré comme co-patron de la ville de Scerni dans la province de Chieti.
Il est aussi appelé Saint Silverius ou San Silverio. Alors que le pape Silvère périssait sans bruit au VIe siècle, les habitants de l'île voisine de Ponza ont honoré le vertueux saint Silvère, un héritage qui s'étend jusqu'aux États-Unis, où de nombreux colons de l'île se sont installés dans le quartier du Morrisania (Bronx). Ils y célébrent la fête de San Silverio à l'église Notre-Dame de la Pitié, sur la 151e rue et Morris Avenue, comme ils l'avaient fait pendant des siècles, en appelant à son aide.
Le comité San Silverio de Morris Park Inc., fondé en 1987, permet aux personnes d'origine Ponzese et aux personnes dévouées à San Silverio de célébrer la fête plus près de chez elles. Proposant des neuvaines annuelles et une fête traditionnelle le 20 juin, les fidèles se rassemblent dans l'église Sainte Claire d'Assise pour une messe, suivie d'une procession dans tout le quartier. Le comité San Silverio de Morris Park offre ses services à la paroisse Sainte Claire depuis de nombreuses années, en concevant et en construisant une crèche napolitaine de 30 pieds à Noël et en érigeant un tombeau pour la période de Pâques.
Après la désacralisation de l'église Notre-Dame de Pitié en novembre 2017, la statue de San Silverio est exposée dans l'église Sainte-Anne au 31 College Place, Yonkers, état de New York. La fête de San Silverio y est célébrée chaque année le 20 juin avec une messe spéciale et une procession de la statue de San Silverio. La statue est exposée en permanence pour permettre la vénération des fidèles.
Silvère est également présent en tant que personnage dans le poème épique L'Italie libérée des Goths par Bélisaire de Gian Giorgio Trissino, où est racontée l'histoire de sa déposition.

## Conflits sur son lieu de naissance
Certaines sources historiques, toutes postérieures au XIVe siècle, indiquent Ceccano comme le lieu de naissance du pape Silvère, comme le confirment à la fois l'historien Michelangelo Sindici et l'érudit Nicola Sindici, tous deux citoyens de Ceccano, dans les Mémoires historiques de Ceccano. Dans le préambule du statut municipal de cette ville, remontant au Moyen Âge puis confirmé par le prince Marcantonio IV Colonna au début du XVIIe siècle, l'un des principaux titres honorifiques de la ville était réservé à la tradition directe selon laquelle Ceccano est le lieu de naissance du pape Silvère.
Cesare Baronio, dans ses Annales, au tome VII, parle de saint Hormisdas comme pontife originaire de Frosinone, mais ne mentionne pas saint Silvère comme étant originaire de Frosinone.
Un codex trouvé en 2003 dans les archives apostoliques du Vatican confirme la naissance de saint Silvère à Ceccano.